# Veauce
Veauce är en kommun i departementet Allier i regionen Auvergne-Rhône-Alpes i de centrala delarna av Frankrike. Kommunen ligger  i kantonen Ébreuil som ligger i arrondissementet Montluçon. År 2022 hade Veauce 39 invånare.

## Befolkningsutveckling
Antalet invånare i kommunen Veauce
Referens: INSEE